# Saltasaurus loricatus
Saltasaurus è un genere estinto di dinosauro sauropode vissuto nel Cretaceo superiore (Campaniano - Maastrichtiano) in Argentina, attualmente contiene solo una specie S. loricatus.

## Etimologia
Il nome del genere, Saltasaurus, che significa "lucertola di Salta", deriva dalla zona di rinvenimento dei fossili, nella provincia di Salta, in Argentina.
Il nome della specie, S. loricatus, deriva dal latino e significa "corazzato", con riferimento alle placche ossee che ricoprivano questo dinosauro.

## Caratteristiche

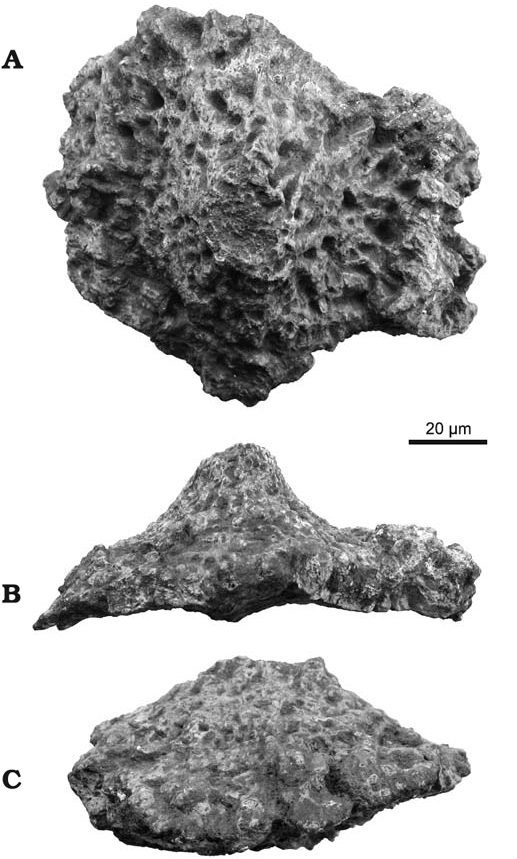
Osteoderma fossile rinvenuto associato ad un esemplare di Saltasaurus

Descritto per la prima volta da José Bonaparte e Jaime Powell nel 1980, questo dinosauro era un sauropode appartenente ai titanosauri, ovvero quel gruppo di sauropodi che ebbero una grande diffusione nel Cretaceo soprattutto nei continenti meridionali. I resti dimostravano che il saltasauro era un classico sauropode, con collo e coda lunghi, arti colonnari e corpo tozzo.
La particolarità risiedeva in alcune placche ossee, note come osteodermi, rinvenute mischiate all'animale. Questo fu il primo caso riconosciuto di sauropode corazzato. Da quel ritrovamento in poi, molti altri osteodermi sono stati rinvenuti insieme ai titanosauri. In realtà, quasi un secolo prima erano state rinvenute placche ossee insieme ai resti di un animale simile a Saltasaurus, ma vennero ritenute appartenere a un anchilosauro.
Il saltasauro era lungo circa dodici metri (misura piuttosto piccola per un sauropode) e pesava circa sette tonnellate.  Come tutti i sauropodi, il saltasauro era un erbivoro e si pensa che potesse sollevarsi sugli arti posteriori per raggiungere il fogliame più alto. Il nome Saltasaurus proviene dalla provincia di Salta, nel nordovest dell'Argentina, dove sono stati rinvenuti i fossili. Altri fossili di identità dubbia sono stati rinvenuti in Uruguay, ma probabilmente vanno attribuiti a una forma molto simile, Neuquensaurus, vissuta qualche milione di anni prima.
La struttura delle sei vertebre sacrali e dell'osso iliaco era corrispondente a quella di un animale che utilizzava gli scudi dermici come difesa passiva e quindi non necessitava di grande robustezza. Lo scheletro è assialmente leggero e il tessuto osseo che costituisce le vertebre è di tipo spugnoso, con grandi cavità probabilmente destinate a contenere del tessuto adiposo con funzione di riserva energetica.
I fossili di saltasauro includono vari scheletri incompleti, comprendenti tra l'altro vertebre, ossa delle zampe, mascelle e, naturalmente, placche ossee. Alcune di queste sembrerebbero essere state dotate di aculei, ma su questo fatto i paleontologi non si trovano d'accordo.

## Nuove idee sui sauropodi
In Nordamerica, nel corso del Cretaceo, i dinosauri sauropodi divennero meno competitivi nei confronti dei dinosauri a becco d'anatra, che li soppiantarono. Il Sudamerica, però, così come l'odierna Australia, a quel tempo era un continente isolato e la vita si evolse in modo differente. Gli altri erbivori non riuscirono mai a soppiantare i sauropodi, e questi continuarono a evolversi indipendentemente (si veda anche speciazione allopatrica).
Saltasaurus era uno di questi sauropodi altamente specializzati: nel 1980, la sua scoperta obbligò i paleontologi a riconsiderare le loro idee sui sauropodi. In precedenza, si era convinti che la taglia gigantesca fosse una difesa più che sufficiente a questi animali contro i predatori. Saltasaurus, invece, possedeva anche una corazza composta da placche ossee che misuravano dai 10 ai 12 centimetri, immersi in una pelle ricoperta da tubercoli più piccoli. Da quel momento, i paleontologi hanno iniziato a cercare corazze simili anche tra i resti di titanosauri già noti in precedenza; in alcuni casi con successo, come in Laplatasaurus.

## Uova fossili

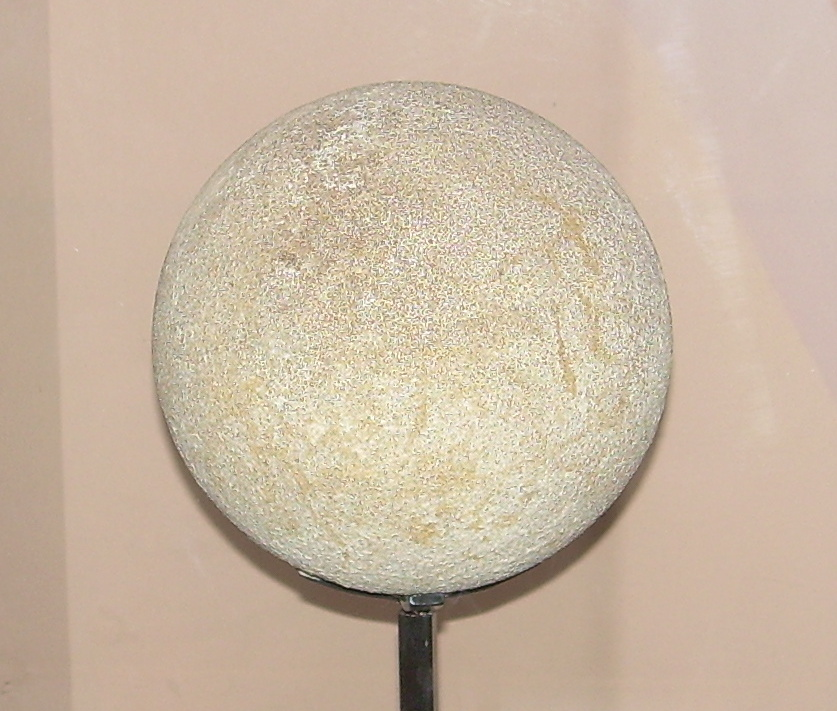
Uova attribuite a Saltasaurus loricatus esposte al North American Museum of Ancient Life.

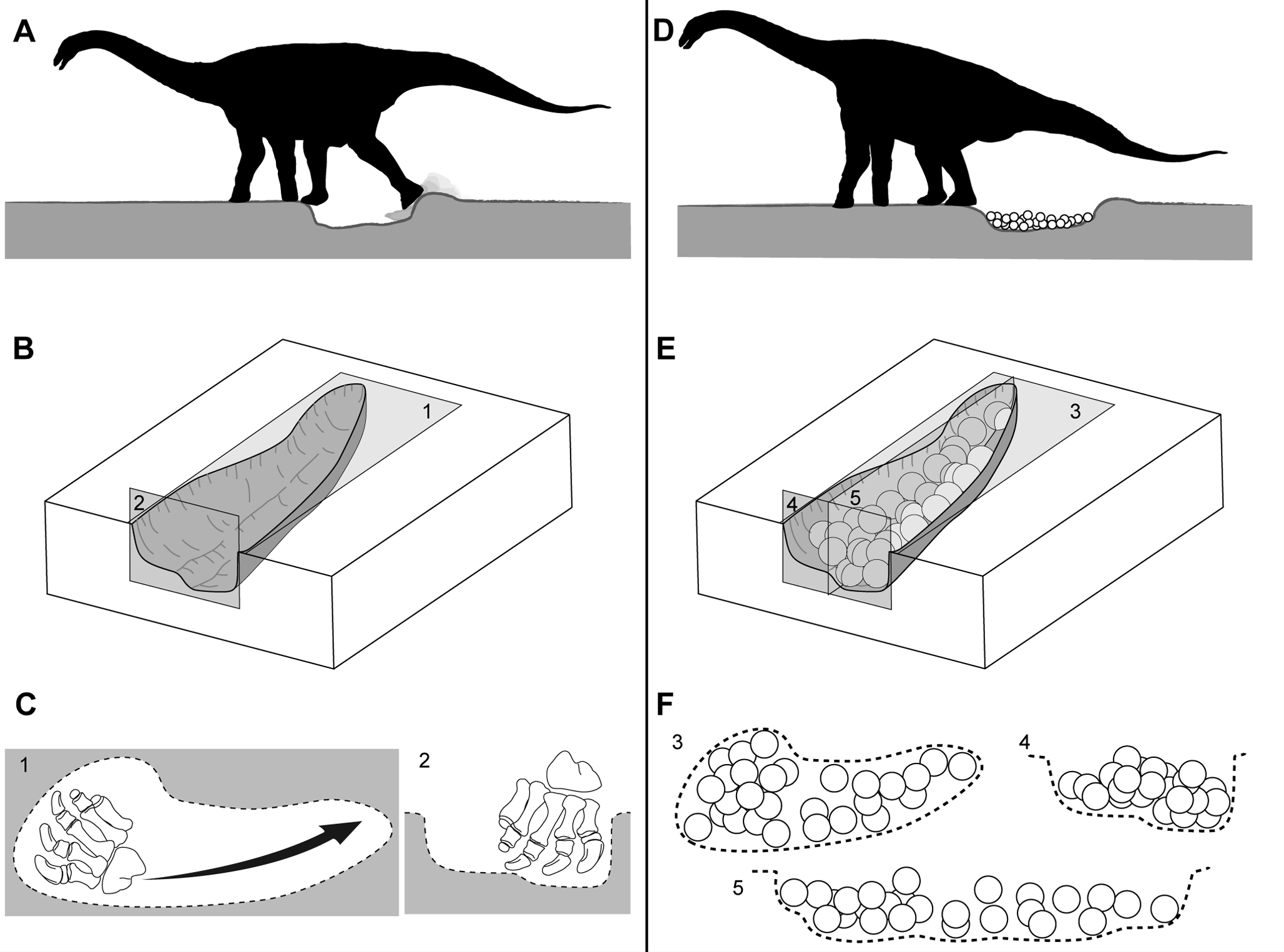
Ipotetico schema di scavo delle buche e deposizione di uova da parte dei titanosauri.

Nel 1997 il team capitanato da Luis Chiappe scoprì, nei pressi di Auca Mahuevo in Patagonia, un terreno di nidificazione e deposizione di uova di titanosauri. Le piccole uova, del diametro di 11 - 12 centimetri, contenevano embrioni fossilizzati, completi di impronte di pelle e senza evidenze di piumaggio o aculei cutanei. I resti indicano che questi titanosauri fossero ricoperti da una sorta di armatura formata da piccole scaglie.. 
Alcuni embrioni mostrarono per la prima volta la presenza del dente da uovo, l'escrescenza ossea utilizzata dai piccoli di altre specie, come tartarughe, coccodrilli e uccelli, per rompere dall'interno il guscio dell'uovo al fine di permettere la fuoriuscita al momento della nascita.
Queste uova potrebbero essere appartenute a Saltasaurus. La disposizione dei nidi, distanziati tra loro di due o tre metri, era simile alle colonie di nidificazione degli uccelli e delle tartarughe. L'interpretazione è che le femmine scavassero le buche con le zampe posteriori, deponessero le loro uova e poi le seppellissero sotto uno strato di detriti e vegetazione, in modo che la putrefazione della materia organica fornisse il calore necessario all'incubazione delle uova; la stessa tecnica è tuttora utilizzata dai coccodrilli. Questa è una prova di comportamento sociale da parte di questo dinosauro, utilizzata come difesa contro possibili predatori di uova, come l'Abelisaurus e l'Aucasaurus.